# Krzysztof Dys

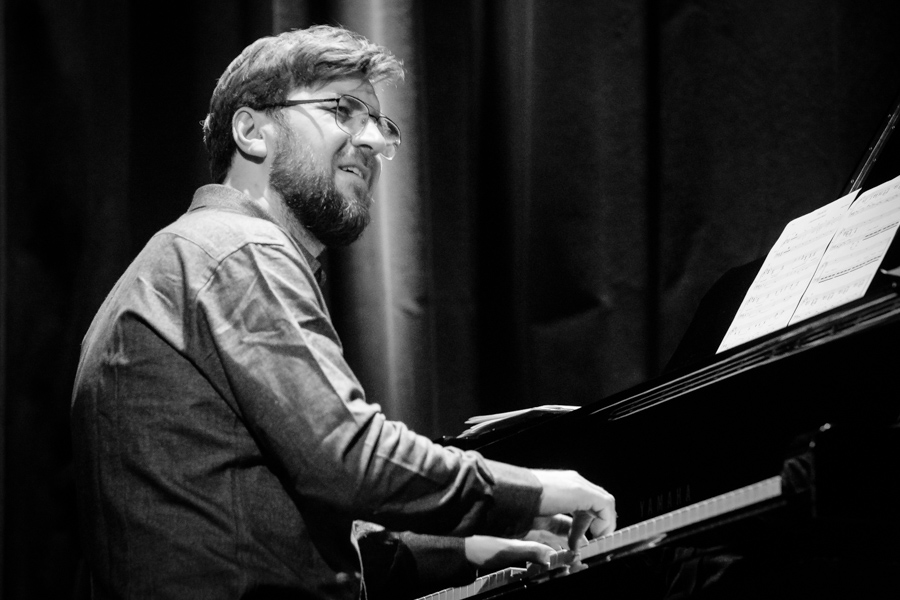
Krzysztof Dys (2018)

Krzysztof Dys (* 14. Mai 1982 in Koszalin) ist ein polnischer Jazzmusiker (Piano, Komposition).

## Leben und Wirken
Dys stammt aus einer musikalischen Familie; sein Vater war Akkordeonist. Als Teenager nahm er an Jazzworkshops teil. Er begleitete die Programme des Kabarettisten Zenon Laskowik und absolvierte die Ignacy-Jan-Paderewski-Musikakademie Posen in der Klasse von Professor Anna Organiszczak. Seit 2007 war er als Assistent an dieser Hochschule tätig. Hauptinspiration für Dys ist das Werk der russischen Komponisten Skrjabin, Prokofjew, amerikanischer Künstler wie Bill Evans und Miles Davis und nicht zuletzt der polnischen Komponistin Grażyna Bacewicz.
Seit 2002 gehört Dys zu Maciej Kocińskis Quartett Soundcheck (mit Anrdzej Święs und Krzysztof Szmańda); die Band hat bisher sechs Alben veröffentlicht. Mit gleicher Rhythmusgruppe bildete er sein eigenes Trio (Toys 2016). Mit seinem Trio begleitete er die Klarinettisten Michael Marcus und Theo Jörgensmann (Elements in Candor, 2013). Dys spielte im Duo mit dem Trompeter Maciej Fortuna. Ihr Album Tropy wurde vom Publikum und den Kritikern gut aufgenommen. Mit dem Maciej Fortuna Quartett (mit Jakub Mielcarek und Przemysław Jarosz) tourte er international mit dem Projekt Jazz from Poland und legte das Album Lost Keys vor, das für einen Fryderyk in der Kategorie Jazz-Debüt des Jahres nominiert wurde. 
Weiterhin arbeitete er mit Jerzy Milian, mit Mikołaj Trzaska, mit Nicole Mitchell, mit Monika Borzym und mit Wacław Zimpel zusammen, mit dem die Alben Stone Fog (2013) und Lam (2016) entstanden. Mit dem Grit Ensemble entstand das Album Komeda Deconstructed (2014). Er ist auch auf Adam Bałdychs Sacrum Profanum und auf Alben von Lena Piękniewska zu hören.